# Ding et Dong, le film
Pour les articles homonymes, voir Ding Dong.
Pour plus de détails, voir Fiche technique et Distribution.
Ding et Dong, le film est un film québécois réalisé par Alain Chartrand sorti en 1990 et mettant en vedette Serge Thériault et Claude Meunier dans leurs personnages du duo humoristique Ding et Dong.

## Synopsis
Le duo d'humoristes Ding et Dong tente sans succès de gagner sa vie grâce à son humour. Enchaînant les malchances et les bourdes, un presque étranger fait d'eux ses héritiers d'une somme de 30 millions de dollars, qu'ils utiliseront pour fonder le TNT (Théâtre de la Nouvelle Tragédie). Ils y présentent Le Cid de Corneille. L'amitié qui unit les deux humoristes sera menacée par la direction que chacun veut donner à sa carrière respective; Ding veut s'orienter vers le théâtre de répertoire, influencé par une amie, et Dong semble déterminé à vouloir rester humoriste absurde, guidé par son nouvel agent.
L'attrait du film n'est pas dans l'histoire, mais plutôt dans les situations absurdes dans lesquels se mettent les personnages. Ils enchaînent les blagues d'un humour simple et agissent en complets imbéciles.

## Fiche technique
Source : IMDb et Films du Québec
- Titre original : Ding et Dong, le film
- Réalisation : Alain Chartrand
- Scénario : Claude Meunier d'après une idée originale de Claude Meunier et Serge Thériault
- Musique : Jean-Marie Benoît et Yves Lapierre
- Direction artistique : Louise Jobin (en)
- Costumes : Suzanne Harel
- Maquillage : Micheline Trépanier
- Coiffure : Réjean Goderre
- Photographie : Karol Ike
- Son : Dominique Chartrand, Marcel Pothier, Michel Descombes, Luc Boudrias
- Montage : François Gill
- Production : Roger Frappier
- Société de production : Max Films
- Sociétés de distribution : Max Films Distribution, Les Films Christal
- Budget : 3,4 millions $ CA
- Pays de production :  Canada
- Tournage : 2 juin au 27 juillet 1990 à Montréal, dans les Laurentides, Lachute, Lac Saint-Louis, Longueuil
- Langue originale : français
- Format : couleur — son Dolby numérique
- Genre : comédie
- Durée : 96 minutes
- Dates de sortie :
  - Canada : 7 décembre 1990 (première au cinéma Le Dauphin)
  - Canada : 7 décembre 1990 (sortie en salle au Québec)
- Classification :
  - Québec : Visa général[2]

## Distribution
- Serge Thériault : Ding
- Claude Meunier : Dong
- Raymond Bouchard : Gaétan Bigras, gérant d'artistes
- Sophie Faucher : Sarah Bédard
- Yves Jacques : Jean-Pierre de Rigaud
- Jean Lapointe : Euclide
- Denis Bouchard : Arnold Lebœuf
- René Homier-Roy : animateur
- Marie-France Lambert : Clovis
- Élyse Marquis :  Renée
- André Montmorency : Jean Bonneau, ministre des Affaires culturelles
- Yves P. Pelletier : Loisir
- Anne Dorval : Joëlle
- Claude Laroche : Roger Ben-Hur
- Jean-Pierre Bergeron : Gérard
- Nathalie Coupal : Cléopâtre
- Robert Lepage : Pharus
- Marie-Lise Pilote : Chimène
- Isabelle Cyr : Infante
- Marie Michaud : Léonore
- Pierrette Robitaille : la réceptionniste
- Dorothée Berryman : directrice de production
- Linda Sorgini : la bonne
- Han Masson : Yolanda
- Michel Mongeau : Henri, correspondant
- Lorne Brass : Max, le réalisateur
- Sophie-Andrée Blondin : la journaliste
- Linda Roy : Carole
- Marie-Josée Gauthier : Linda
- Stéphanie Morgenstern `: cheftaine
- Gildor Roy : chauffeur de taxi
- Sylvie Potvin : serveuse
- Jean-Marie Moncelet : serveur
- Dulcinée Langfelder : Sandra
- Louis Saia : « Crowbar »
- Dominique Lévesque : « Smallow »
- Pierre Harel : « la suce »
- Marc Labrèche : Jean Lou
- Jean-Jacqui Boutet : « Muffin »
- Luc-Martial Dagenais : spectateur au théâtre
- Francine Ruel : femme du spectateur au théâtre
- Gisèle Schmidt : une spectatrice
- Carmen Tremblay : une spectatrice
- Martin Drainville : livreur de fleurs pour Dong
- Luc Picard : livreur de fleurs pour Ding
- Yves Trudel : ouvrier de construction
- Marc Legault : Aristote